# Antonio Di Pietro
Antonio Di Pietro (ur. 2 października 1950 w Montenero di Bisaccia) – włoski polityk, prokurator prowadzący śledztwo Mani pulite, parlamentarzysta, były minister i eurodeputowany.

## Życiorys

### Działalność zawodowa
W 1978 ukończył studia prawnicze na Uniwersytecie Mediolańskim. Początkowo pracował jako policjant, po kilku latach rozpoczął karierę w zawodzie prokuratora. Na początku lat 90. pełnił funkcję zastępcy prokuratora republiki w Mediolanie, działając jako sędzia śledczy.
W 1992 w związku z zarzutami korupcyjnymi wydał nakaz tymczasowego aresztowania wobec Maria Chiesy, działacza Włoskiej Partii Socjalistycznej i jednocześnie dyrektora miejskiego przytułku. Zatrzymanie to zapoczątkowało śledztwo Mani pulite („czyste ręce”), które ujawniło system powiązań polityków i biznesmenów oraz znaczącą skalę łapówek na szczytach władzy (tzw. Tangentopoli). Po kilku miesiącach zespół Antonio Di Pietro prowadził śledztwa w sprawie ponad 150 firm, a także dotyczące blisko 40 polityków (w większości należących do PSI i Chrześcijańskiej Demokracji). Zarzuty przedstawiono m.in. byłemu premierowi i przywódcy socjalistów Bettino Craxiemu, który stał się symbolem całej afery.
Prowadzone postępowania karne wobec przedsiębiorców i polityków przyczyniły się do zmian na włoskiej scenie partyjnej. Spośród ugrupowań należących do Pentapartito (koalicji pięciu partii) socjaliści, chadecy i liberałowie rozwiązali się, republikanie i demokratyczni socjaliści ulegli zanikowi, przy czym wielu ich liderów pozostało aktywnych w polityce w ramach innych formacji.
W 1996 wszczęto kilka postępowań wobec samego Antonio Di Pietro, dotyczących jego działalności jako funkcjonariusza policji i sędziego śledczego. Zarzuty te zostały po jakimś czasie oddalone, okazało się też, iż prowadzący większość tych spraw prokurator z Brescii, Fabio Salamone, był bratem jednego ze skazanych za korupcję przedsiębiorców, przeciwko któremu śledztwo prowadził Antonio Di Pietro.

### Działalność polityczna

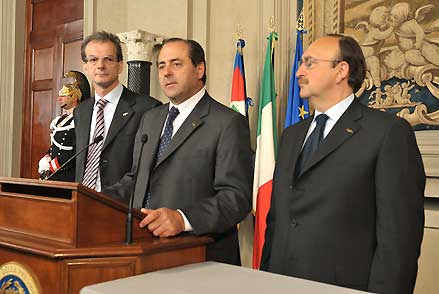
Antonio Di Pietro (w środku) z parlamentarzystami partii Włochy Wartości

Od 17 maja do 20 listopada 1996 Antonio Di Pietro sprawował urząd ministra do spraw robót publicznych w pierwszym rządzie Romano Prodiego. Sam premier też należał do osób, którego nazwisko przewinęło się w Mani pulite (postępowanie prowadził osobiście Antonio Di Pietro), jednak śledztwo w tym zakresie zostało umorzone.
Po zakończeniu postępowań przeciwko swojej osobie powrócił do czynnej polityki. W 1997 w wyborach uzupełniających z poparciem lewicowego Drzewa Oliwnego został senatorem XIII kadencji. W 1998 założył własne ugrupowanie pod nazwą Włochy Wartości, które już rok później przyłączyło się do nowej inicjatywy Romano Prodiego, partii Demokraci, działającej w ramach Drzewa Oliwnego. W wyborach do Parlamentu Europejskiego w 1999 z tej listy Antonio Di Pietro uzyskał mandat europosła. W 2000 opuścił Demokratów i reaktywował Włochy Wartości, sprzeciwiając się powołaniu nowego rządu kierowanego przez Giuliana Amato, byłego długoletniego członka Włoskiej Partii Socjalistycznej.
Jego partia w wyborach parlamentarnych w 2001 wystartowała samodzielnie. Antonio Di Pietro prowadził populistyczną kampanię wyborczą skierowaną m.in. przeciwko nielegalnej imigracji. Krytykował wówczas też wszystkie inne siły polityczne (łącznie z lewicą Massima D’Alemy i zwłaszcza centroprawicowym blokiem Silvia Berlusconiego), którym zarzucał tolerowanie korupcji. Lista wyborcza IdV uzyskała 3,9% głosów, nie wprowadzając żadnych posłów do Izby Deputowanych, a jedyny senator wkrótce przeszedł do Forza Italia.
W 2003 po raz kolejny zaangażował się w kampanię przeciwko liderowi Forza Italia, zbierając podpisy pod referendum mającym na celu uchylenie urzędującemu premierowi immunitetu.
Przed wyborami do Europarlamentu w 2004 sprzymierzył się z byłym liderem Włoskiej Partii Komunistycznej, Achille Occhetto, tworząc listę wyborczą Di Pietro-Occhetto, z której obaj przywódcy uzyskali mandaty.
Przed wyborami w 2006 wprowadził Włochy Wartości do centrolewicowego bloku L’Unione, z ramienia którego został posłem do Izby Deputowanych XV kadencji. W drugim gabinecie Romano Prodiego objął tekę ministra infrastruktury. Urząd ten sprawował do 8 maja 2008. W tym samym roku w przedterminowych wyborach uzyskał ponownie mandat posła XVI kadencji, który sprawował do 2013.